# 神經科技
神經科技是對人們如何理解大腦以及大腦的意識、思想和高階活動的各個方面具有根本影響的任何技術。它還包括旨在改善和修復大腦功能的技術，並使研究人員和臨床醫生可以直觀地看到大腦，幫助人類更了解大腦及神經系統。
神經科技的應用例子包括腦深層刺激手術、光遺傳學技術、腦機接口、人工耳蝸等等。